# BARHL2
BARHL2 ‏ (BarH-like homeobox 2) هوَ بروتين يُشَفر بواسطة جين BARHL2 في الإنسان.